# Громенко Сергій Вікторович
Сергій Вікторович Громенко (нар. 13 жовтня 1985, Сімферополь, Кримська область, УРСР, СРСР) — український історик, публіцист та громадський діяч, кандидат історичних наук, співробітник Українського інституту національної пам'яті (2014—2016), оглядач проєкту Крим.Реалії від Радіо Свобода, учасник громадського просвітницького проєкту з популяризації історії України «Лікбез. Історичний фронт». Лавреат V Міжнародного конкурсу ім. Єжи Ґедройця (2011), фіналіст XXI Всеукраїнського рейтингу «Книжка року ’2019». 

## Життєпис
Сергій Громенко народився 13 жовтня 1985 року в Сімферополі. Закінчив сімферопольську школу № 23 з золотою медаллю, Таврійський національний університет імені В. І. Вернадського з червоним дипломом.
У 2006—2007 роках працював головним редактором кримського політичного тижневика «Голос молоді».
Був радником Голови Верховної Ради АР Крим у 2006—2008 роках.
З 2009 року аспірант кафедри історії України та допоміжних історичних дисциплін Таврійського національного університету імені В. І. Вернадського, член Національної спілки краєзнавців України, адміністратор електронної енциклопедії Криму «Кримологія» (www.krymology.info).
29 лютого 2012 року захистив дисертацію на тему «Польська література подорожей як джерело з історії та етнографії Криму (кінець XVIII — початок XX століття)» у Дніпропетровському національному університеті імені Олеся Гончара, здобув науковий ступінь кандидата історичних наук.
З 2014 року науковий співробітник, з 2015 року — заступник начальника управління просвітницько-популяризаційної роботи Українського інституту національної пам'яті.
З 2016 року — оглядач проєкту «Крим. Реалії від Радіо Свобода».

## Доробок
Книги
- Stepy, morze i góry: Польские путешественники конца XVIII — начала ХХ века о Крыме. — Симферополь: Антиква, 2011. — 299 с. ISBN 978-617-562-002-1[5]
- 500 битв за Крым. — Київ: Стилос, 2016. — 264 с.: іл. ISBN 978-966-193-099-4
- #CrimealsOurs. History of the Russian myth. — Kyiv: Himgest, 2017. — 223 p.: fig. ISBN 978-617-7260-10-2
- #КрымНаш. Історія російського міфу [Архівовано 15 лютого 2019 у Wayback Machine.]. — Київ, 2017. — 208 с. іл.[10][11]
- Забута перемога. Кримська операція Петра Болбочана 1918 року. Український інститут національної пам'яті. — Київ: К. І.С., 2018. — 266 с. : іл. ISBN 978-617-684-204-0[12][13]
- 250 років фальші: російські міфи історії Криму. — Харків: «Фоліо», 2019. — 254 с.: іл., фот. ISBN 978-966-03-8713-3[14]
- Скоропадський і Крим: від протистояння до приєднання. – К.: Наш Формат, 2021. – 352 с.
- Чому Україна виграє. – Х.: Віват, 2023. – 432 с.

Книги у співавторстві
- Наш Крим: неросійські історії українського півострова: зб. ст. / упоряд. та вступ С. В. Громенко ; Український інститут національної пам'яті. — Київ: К.І.С, 2016. — 313 с.: іл. ISBN 978-617-684-153-1
- Ре-візія історії: російська історична пропаганда та Україна [Архівовано 9 грудня 2019 у Wayback Machine.]. — Київ: К. І.С, 2019. — 98 с. ISBN 978-617-684-245-3[15]
- The War and Myth: Unknown WWII [Архівовано 6 лютого 2020 у Wayback Machine.]. Ukrainian Institute of National Remembrance, 2018. — 272 p. ISBN 978-966-13-6558-1
- Українська Держава — жорсткі уроки. Павло Скоропадський. — Харків: «Клуб сімейного дозвілля», 2018. — 336. ISBN 978-617-12-5092-5
- Війна і міф. Невідома Друга Світова, 1939—1945. — Харків: «Клуб сімейного дозвілля», 2016. — 272. ISBN 978-966-14-9085-6
- Від Рейхстагу до Іводзіми. У полум'ї війни. Україна та українці у Другій світовій. — Харків: «Клуб сімейного дозвілля», 2017. — 352 с. ISBN 978-617-12-1686-0
- Народження країни. Від краю до держави. Назва, символіка, територія і кордони України. — Харків: «Клуб сімейного дозвілля», 2016. — 352 с. ISBN 978-617-12-0142-2
- Книга Поле битви — Україна. Від «володарів степу» до «кіборгів». Воєнна історія України від давнини до сьогодення. — Харків: «Клуб сімейного дозвілля», 2016. — 352 с. ISBN 978-617-12-0143-9
- Воїни. Історія українського війська. Український інститут національної пам'яті. — Київ: К. І.С., 2015. — 16 с. ISBN 978-617-684-130-2

Вибрані публікації
- То коли ж Болбочан визволив Крим?. Хроніка українського походу на півострів. (2017)
- Польська література подорожей як джерело з історії та етнографії Криму (кінець XVIII — початок XX століття). (2012)
- Ідеали романтизму як чинник подорожей польських мандрівників до Криму в першій чверті — середині ХІХ ст. (2010)[16]
- Шагін Ґерай [Архівовано 13 березня 2016 у Wayback Machine.] // Енциклопедія історії України : у 10 т. / редкол.: В. А. Смолій (голова) та ін. ; Інститут історії України НАН України. — К. : Наукова думка, 2013. — Т. 10 : Т — Я. — С. 589. — ISBN 978-966-00-1359-9.
- До біографії польського мандрівника Карла Качковського. (2010)[17] // Культура народов Причерноморья. — 2010. — № 177. — С. 196—198.
- Польські мандрівники в Криму у ХІХ столітті: географія подорожей. (2009)[18]

### Інтерв'ю
- Сергій Громенко: Соборність — це процес [Архівовано 6 лютого 2020 у Wayback Machine.] // «Україна Молода»